# Großgemeinschaftsantennenanlage

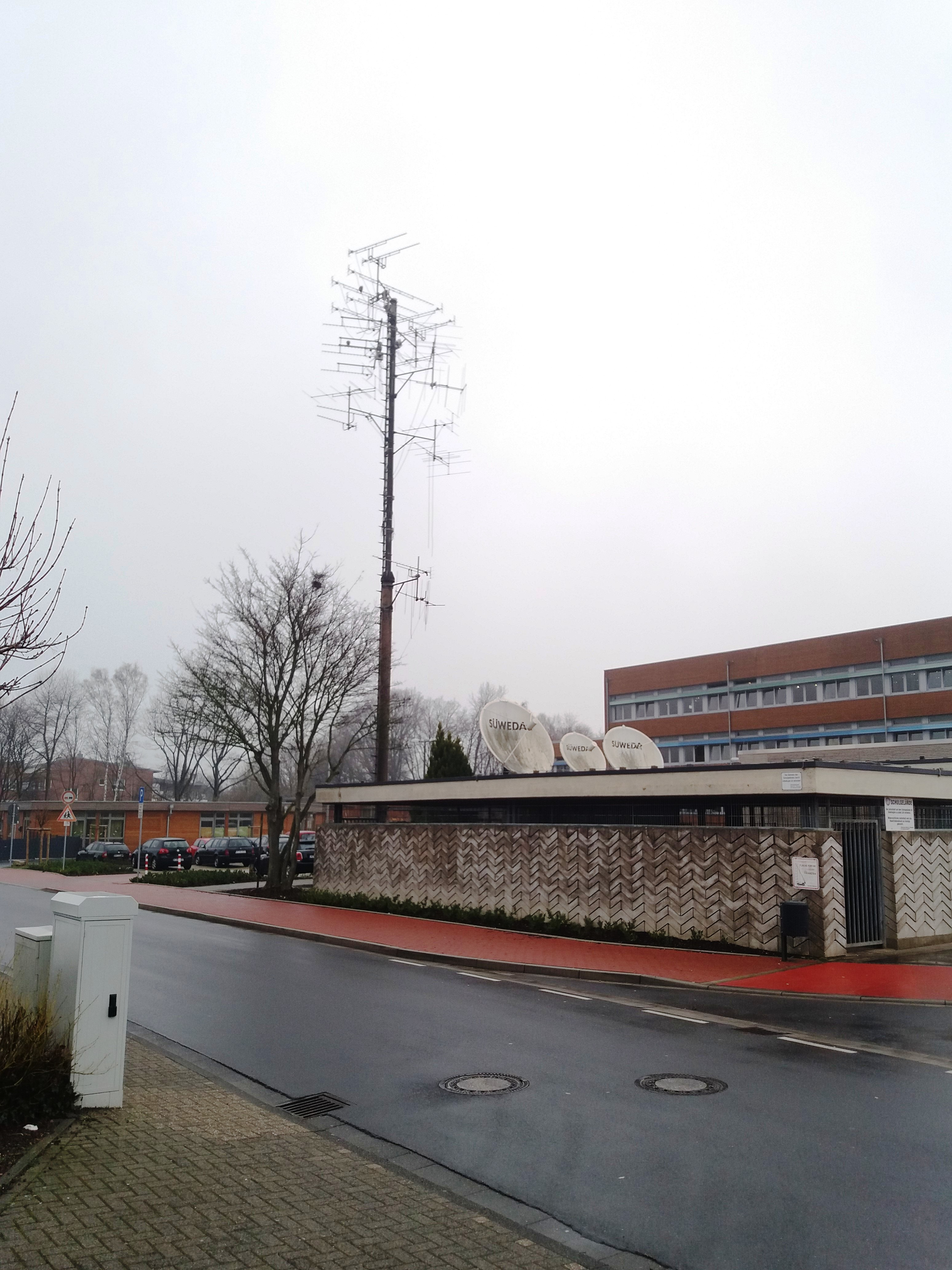
Kopfstelle an der Gesamtschule Niederzier

Eine Großgemeinschaftsantennenanlage (GGA) ist eine Antennenanlage mit Kabelnetzverteilung, die für mehrere Häusergruppen bis mehrere Ortschaften zentral die Radio- und TV-Signale einfängt und über ein Kabelnetz verteilt. Dabei werden die Frequenzen umgesetzt, das heißt TV-Stationen auf andere Frequenzkanäle gelegt, damit mit dem lokalen Empfang keine Störungen auftreten. Meist wurden hierbei Frequenzen des VHF-Band I und VHF-Band III verwendet. Während man bei einer Gemeinschaftsantennenanlage (GA) bei Hotels oder Wohnblöcken von bis zu einigen hundert Teilnehmern ausgeht, sind Großgemeinschaftsantennenanlagen für mehrere hundert Teilnehmeranschlüsse und weiter auseinander liegende Objekte gedacht. In einer GGA erfolgt die Signaleinspeisung zum Kabelfernsehen an der Kopfstelle.
Großgemeinschaftsantennenanlage war auch die übliche Bezeichnung bis in die 1970er/1980er-Jahre, als, wie bei einer Hausantenne, das übliche analoge terrestrische Fernsehsignal durch Kleinbetriebe, Vereine oder Gemeinden verteilt wurde. Dies geschah teilweise um einfach einen örtlich schlechten Empfang auszugleichen, teilweise, um mit etwas größerem technischen Aufwand auch Programme des nahen Auslands zu empfangen. Die Übergänge in der verwendeten Technik zwischen Großgemeinschaftsanlage und Kabelnetz sind dabei fließend. Die Bezeichnung GGA hat sich vor allem in der schon früh ins Kabelfernsehen eingestiegenen Schweiz in zahlreichen Organisationsbezeichnungen erhalten, vereinzelt auch in Österreich und Deutschland.
Heute sind viele ehemalige Großgemeinschaftsantennenanlagen in das Kabelfernsehnetz eingebunden und werden auch von Kabelfernsehprovidern betrieben. 
Durch die TKG-Novelle vom 1. Dezember 2021 fällt spätestens zum 1. Juli 2024 das Nebenkostenprivileg für die Mieter in Mehrfamilienhäuser. Die Kosten für den Kabelanschluss dürfen somit nicht mehr in den Mietnebenkosten dem Mieter in Rechnung gestellt werden. Dies betrifft auch die Umlagefähigkeit für die Kosten der Gemeinschaftsantennenanlage nach § 2 Nr. 15a Betriebskostenverordnung.